# Lettrich Ferenc
Lettrich Ferenc (Budapest, 1952. augusztus 22. –) magyar nemzetközi labdarúgó-játékvezető. Egyéb foglalkozása mélyépítő.

## Pályafutása

### Nemzeti játékvezetés
A játékvezetői vizsga megszerzését követően Budapesten, a Budapesti Labdarúgó-szövetség (BLSZ) által működtetett különböző osztályú labdarúgó mérkőzéseken szerezte meg a szükséges tapasztalatokat, 1990-ben lett országos, NB II-es játékvezető. 1993-ban debütálhatott az NB I-ben. NB. I-es mérkőzéseinek száma: 45.
| Időpont             | Helyszín                          | Mérkőzés típusa          | Mérkőzés                   | Eredmény |
| ------------------- | --------------------------------- | ------------------------ | -------------------------- | -------- |
| 1993. augusztus 28. | Révész Géza utcai stadion, Siófok | első NB. I-es mérkőzés   | BFC Siófok–Pécsi Mecsek FC | 2 – 0    |
| 1997. november 19.  | Sóstói Stadion, Székesfehérvár    | utolsó NB. I-es mérkőzés | Gázszer FC–Debreceni VSC   | 0 – 0    |

### Nemzetközi játékvezetés
Több nemzetközi válogatott, kupa- és klubmérkőzésen segítette FIFA besorolású társát negyedik játékvezetőként.

## Sportvezetőként
A Budapesti Labdarúgó-szövetség (BLSZ) Játékvezető Bizottságánál (JB) NB. III-as, megyei játékvezető ellenőr.

## Családi kapcsolat
Fia, Lettrich Dániel az NB. I-es Újpest játékosa volt.